# Orfeus
Orfeus (řecky Ὀρφεύς, latinsky Orpheus) byl v řecké mytologii synem Múzy Kalliopé a thráckého krále Oiagra nebo boha Apollóna. Byl to největší hudebník a pěvec řeckých mýtů.
Orfeus proslul svým zpěvem, který okouzloval lidi, uchvacoval a uklidňoval zvěř a ptactvo, tišil přírodu a nastoloval v ní klid a mír. Povídá se, že i Sirény bledly závistí před jeho kouzelným hlasem.
Stejně tak proslul Orfeus svou láskou ke své manželce, krásné Eurydice. Jenže jeho manželské štěstí dlouho netrvalo: Eurydika šlápla na zmiji, a když k ní přiběhl Orfeus, byla už mrtvá. Byl zdrcený žalem a zoufalstvím, což ho přimělo k činu, který doposud žádný smrtelník nedokázal. Vypravil se do podsvětí s odhodláním vyžádat si svou manželku zpět. Chtěl obměkčit strážce i vládce podsvětí – převozníka Charóna, boha podsvětí Háda i jeho manželku Persefonu. Zpíval jim o své lásce k Eurydice a prosil, aby mu ji vrátili, vždyť ji stejně dostanou – později, až skončí její životní pouť. Pakliže mu nemohou vyhovět, ať si vezmou i jeho, aby mohli být spolu i jako stíny.
Orfeův tklivý zpěv skutečně dojal celou podzemní říši, zjihl Tantalos, Sisyfos, Ixión – největší hříšníci, těžce potrestaní za své přečiny. Zaplakala Persefona, dokonce i Erínye a Hádés slíbil Orfeovu prosbu splnit. Podmínkou ale bylo, že cestou zpět půjde první a nesmí se ohlédnout na Eurydiku, dokud oba nebudou na světle světa.
Orfeus podmínku přijal a celou dlouhou a strastiplnou cestu ven se ovládl. Když ale zbýval poslední úsek cesty, nevydržel, ohlédl se, jestli Eurydika neklesá únavou. A v tom okamžiku spatřil už její stín, který se vrací zpět a navždy. Prosil a plakal, do podsvětí se už nedostal. V hlubokém žalu se vrátil do rodné Thrákie. Bloudil světem, zúčastnil se výpravy Argonautů. Se svou manželkou se setkal poměrně brzy – za čtyři roky zahynul rukama žen, kterým se tolik vyhýbal. Při slavnostech po něm opilé Bakchantky házely kameny, Orfea roztrhaly, jeho hlavu a lyru hodily do řeky. Celá příroda se prý tenkrát zděsila nad takovým násilím, zahalila se do smutku a skály ronily slzy, které rozvodnily řeky. Bůh řeky Hebros však nenechal tělo ani lyru utopit a tak se prý Orfeus dostal po smrti na ostrov Lesbos.

## Odraz v umění

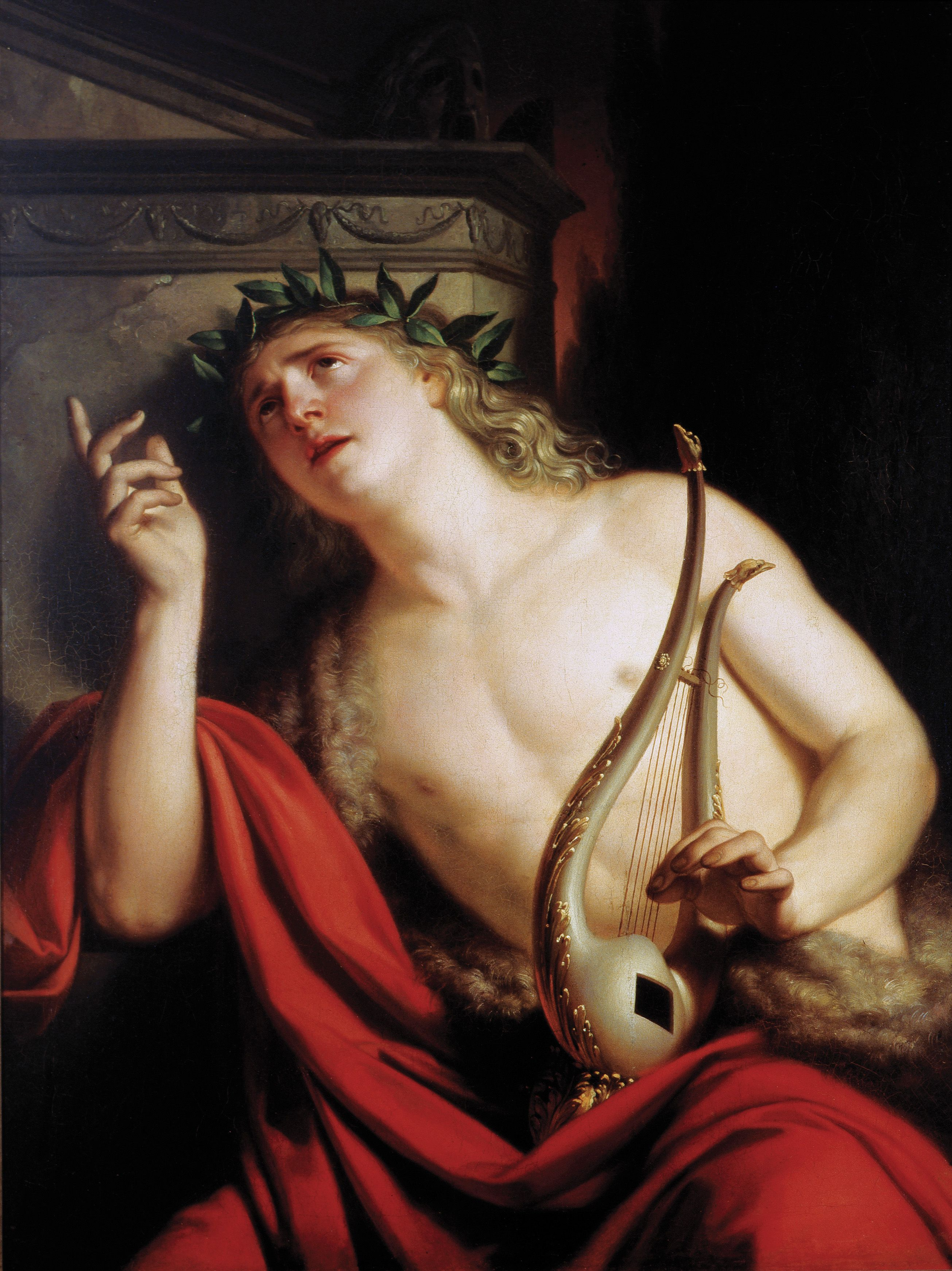
Orfeus, Franc Kavčič, malba 19. století

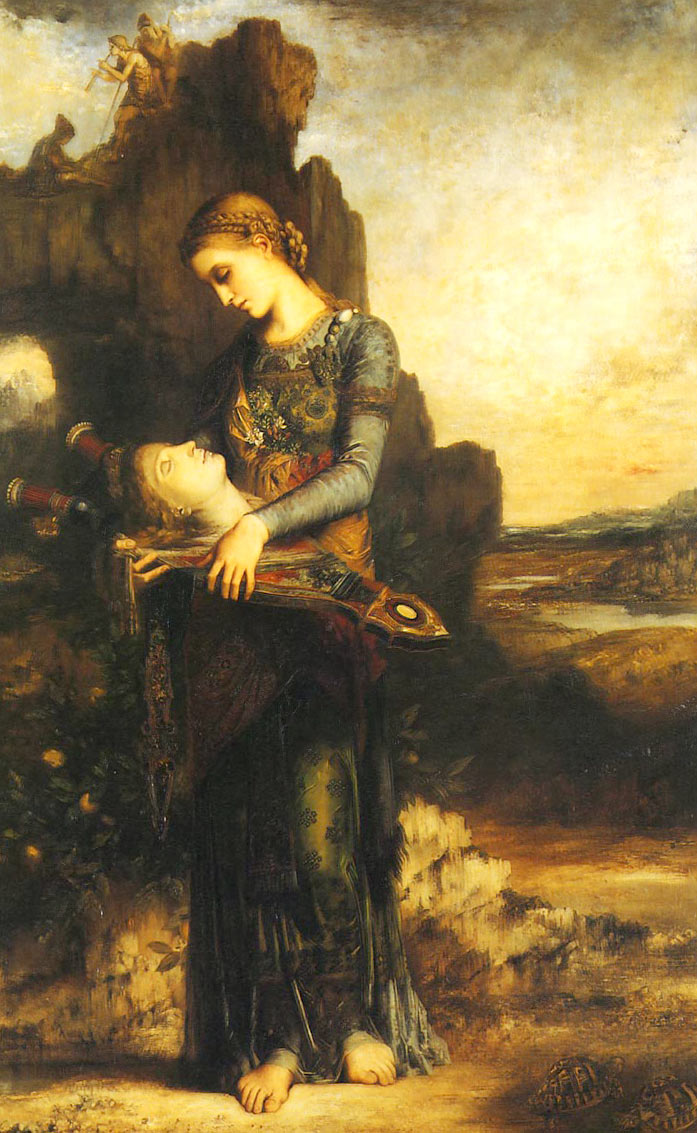
Hlava Orfea, malba z roku 1865, Gustave Moreau

Dojímavý příběh Orfea a Eurydiky okouzloval umělce všech dob, jsou známy desítky básnických zpracování, množství obrazů, reliéfů, vázových maleb. Alespoň některé z těchto děl jsou:

### Výtvarné umění
- 1650 – 1651 - Nicolas Poussin: Krajina s Orfeem a Eurydikou
- okolo 1800 - Antonio Canova Orfeus, dnes v petrohradské Ermitáži)
- 1869 – Anselm Feuerbach: Orfeus odvádějící Eurydiku
- 1894 – Auguste Rodin: Orfeus a Eurydika (dnes v Rodinově muzeu v Paříži)

### Hudba
- 1607 – Claudio Monteverdi: L’Orfeo, opera
- 1647 – Luigi Rossi: L'Orfeo, opera
- 1762 – Christoph Willibald Gluck: Orfeus a Eurydika, opera
- 1854 – Ferenc Liszt Orfeus, symfonická báseň
- 1858 – Jean Jacques Offenbach Orfeus v podsvětí, klasická opereta
- 2005 – Steve Hacketta Metamorpheus, album
- 2006 – Aneis Mitchell Hadestwon, muzikál
- 2016 – James Cole Orfeus, album
- 2019 – Shawn James Orpheus, folková píseň
- 2023 – Aberdeen (hudební skupina) Losing Eurydice, píseň